# جبر ترکیبی
در ریاضیات، جبر ترکیبی (به انگلیسی: Composition Algebra)، {\displaystyle A} روی میدان {\displaystyle K}، جبری روی {\displaystyle K} است که لزوماً شرکت پذیر نبوده و دارای فرم مربعی ناتبهگن {\displaystyle N} است که در معادله زیر برای تمام {\displaystyle x} و {\displaystyle y} در {\displaystyle A} صدق کند:
{\displaystyle N(xy)=N(x)N(y)}
یک جبر ترکیبی شامل پیچشی است که به آن تزویج (عمل مزدوج سازی) گفته و به صورت {\displaystyle x\mapsto x^{*}.} عمل می کند. فرم مربعی {\displaystyle N(x)\ =\ xx^{*}} را نرم این جبر می گویند. 
جبر ترکیبی {\displaystyle \left(A,*,N\right)} یا یک جبر تقسیم است یا یک جبر شکافنده، بسته به این که آیا {\displaystyle v} ناصفری در {\displaystyle A} وجود داشته باشد چنان که {\displaystyle N(v)=0}، که به آن بردار پوچ گفته می شود. هرگاه {\displaystyle x} بردار پوچ نباشد، معکوس ضربی {\displaystyle x} به صورت {\displaystyle {\frac {x^{*}}{N(x)}}} خواهد بود. هرگاه جبر ترکیبی دارای بردار پوچ نا-صفر باشد، {\displaystyle N} فرم مربعی ایزوتروپیک خواهد بود و اصطلاحاً گفته می شود "جبر شکافته می شود".